# Das kleine Mädchen mit den Schwefelhölzern

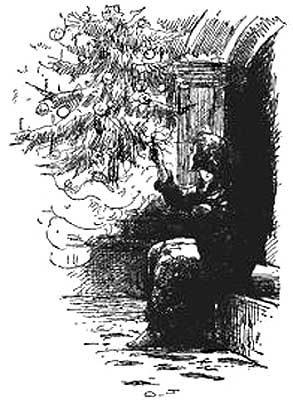
Illustration von A. J. Bayes (1889)

Das kleine Mädchen mit den Schwefelhölzern (dänisch: Den lille Pige med Svovlstikkerne) zählt zu den bekanntesten Kunstmärchen von Hans Christian Andersen. Er hat es im Jahre 1845 während eines neuntägigen Aufenthalts auf dem Schloss Gravenstein an der Flensburger Förde geschrieben. Es ist die tragische Geschichte eines kleinen Mädchens, das frierend auf der Straße Schwefelhölzchen verkauft und dabei in den Tod gleitet.

## Handlung
Ein kleines Mädchen sitzt am Silvesterabend auf der Straße, um seine Schwefelhölzchen zu verkaufen. Es ist dürftig gekleidet und friert; die mit ihren Feiertagsbesorgungen beschäftigten Bürger übersehen das Kind und seine Bettelwaren. Ohne etwas verdient zu haben, wagt sich das Mädchen jedoch nicht nach Hause und harrt frierend zwischen zwei Stadthäusern aus.
Verzweifelt vor Kälte zündet das Mädchen eines der Streichhölzchen an, obwohl ihm dies streng verboten ist. Im Lichtschein des Hölzchens fühlt es sich, als würde es an einem warmen Ofen sitzen, doch dies hält nur an, bis das Schwefelholz erlischt. Nach und nach zündet das Mädchen auch die weiteren Streichhölzer an und gleitet so in immer reichhaltigere Träume. Schließlich begegnet es seiner Großmutter und bittet diese, es in den Himmel mitzunehmen. Die Großmutter nimmt das Mädchen zu sich: „(…) sie waren bei Gott“. In der Erzählung wird deutlich, dass das in dieser Welt lebende und leidende Mädchen in der realen Welt einen „sanften“ Erfrierungstod gestorben ist. Gleichzeitig stellt der Erzähler abschließend fest, dass „Niemand wußte, was sie Schönes erblickt hatte, in welchem Glanze sie mit der alten Großmutter zur Neujahrsfreude eingegangen war!“

## Verfilmungen
- 1902: The Little Match Seller, Großbritannien, Kurzfilm, 3,5 min., Regie: James Williamson[1]
- 1916: Streichhölzer, kauft Streichhölzer!, deutsches Stummfilmmelodram (Motivik)
- 1925: Das Mädchen mit den Schwefelhölzern. Erster Tonfilmversuch in Deutschland
- 1928: Das kleine Mädchen mit den Schwefelhölzern (La petite marchande d’allumette), Frankreich, Kurzfilm von Jean Renoir
- 1937: The Little Match Girl, USA, Kurztrickfilm, der 1938 für den Oscar nominiert wurde.
- 1953: Das Mädchen mit den Schwefelhölzern, Märchenfilm von Fritz Genschow
- 1971: Das kleine Mädchen mit den Schwefelhölzern, Folge 52 nach Motiven mehrerer Märchen von Hans Christian Andersen, aus der japanischen Anime-Serie Pixi im Wolkenkuckucksheim
- 1987: Das Mädchen mit den Wunderhölzern, USA, Kinderfilm mit Keshia Knight Pulliam
- 2006: Das Mädchen mit den Schwefelhölzern, USA, animierter Kurzfilm
- 2013:  Das Mädchen mit den Schwefelhölzern, Deutschland, Märchenfilm der 6. Staffel aus der ARD-Reihe Sechs auf einen Streich. In dieser Verfilmung erhielt das Mädchen den Namen Inga.

## Vertonungen
Eine Oper unter dem Titel Das Mädchen mit den Schwefelhölzern verfasste 1897 August Enna im Stil des Musikdramas Richard Wagners. 100 Jahre später, im Jahr 1997, wurde Helmut Lachenmanns Musiktheater Das Mädchen mit den Schwefelhölzern in der Hamburgischen Staatsoper uraufgeführt.
Der Komponist Christian Bruhn vertonte einen Text von Georg Buschor über das Märchen. Das Lied wurde 1968 von Manuela eingesungen und auf einer Single veröffentlicht. Dieses Lied wurde später von anderen Interpreten ebenfalls aufgenommen und veröffentlicht, so u. a. vom Duo Gitti & Erica und von Claudia Jung.
2006 veröffentlichte die britische Band The Tiger Lillies das Konzeptalbum The Little Matchgirl.
Ende 2009 wurde im Theater Eisenhand Linz (Oberösterreich) unter dem Titel Matchgirl Opera eine modernisierte Neufassung des Märchens von Karl M. Sibelius uraufgeführt, in der unter anderem Musik von The Tiger Lillies verwendet wurde.
Der amerikanische Komponist Gordon Getty komponierte in den 2010er Jahren das Werk The Little Match Girl für Chor und Orchester basierend auf Andersens Märchen.
Die US-amerikanische Gothic-Band The Crüxshadows veröffentlichten 2012 auf ihrem Album As the Dark Against My Halo ein Lied namens Matchstick Girl, welches die tragische Geschichte nacherzählt.
Die schwedischen Musiker Anna von Hausswolff und Matti Bye komponierten 2013 unter dem Projektnamen Hydra’s Dream ein Album zwischen Pop- und Filmmusik nach Andersens Märchen. Die CD erschien im März 2014 beim deutschen Plattenlabel Denovali.
Die Sängerin und Schauspielerin Meret Becker vertont auf ihrem ersten Album Noctambule, 1996 live in der Bar jeder Vernunft aufgenommen, die Geschichte in einem Lied.
2015 veröffentlichte die Band Fuchsteufelswild das Lied Das Mädchen mit den Schwefelhölzern auf ihrem Album Weltenmeer.
Regisseur Marc Gruppe verknüpfte das Märchen von Hans Christian Andersen für das gleichnamige Hörspiel mit dessen drei weiteren Märchen vom Schneemann, dem standhaften Zinnsoldaten und dem Tannenbaum.

## Bearbeitungen
Das Motiv des hungernden Kindes, für das im Konsumfieber der Wohlhabenden nicht einmal Pfennigbeträge erübrigt werden, griff Tomi Ungerer in seinem 1974 im Zürcher Diogenes Verlag erschienenen Bilderbuch Allumette (frz.: allumette = Streichholz) auf. Ungerers Titelfigur wird allerdings vor dem Erfrieren durch ein Füllhorn gerettet, das sie mit Essen und Waren überschüttet. 2005 erschien bei der Michael Neugebauer Edition eine Ausgabe mit Bildern der tschechischen Illustratorin Květa Pacovská.
Auch der Dichter Peter Hacks greift den Stoff auf (Werkausgabe, Bd. 1, S. 204). Er gibt aber den Erfrierenden nicht den Rat, zu sterben und sich von den Romantikern beweinen zu lassen. Sein erfrierendes Mädchen erträumt sich für ihr letztes Streichholz eine alternative Verwendung.
Eine weitere Bearbeitung ist Der Baum und das Mädchen von Andrea Hahnfeld mit Illustrationen von Anastasia Khmelevska, die 2021 herauskam. In ihrem Kinderbuch gibt die Autorin dem erfrierenden Mädchen ein Happy End. Das Weihnachtsmärchen ist Gewinner des American Writing Award 2023, war Finalist des Storyteller X Award 2021 und zählte zu den 10 besten Kinderbüchern des Selfpublishing-Buchpreises 2021.